# Медаль Отступление французской армии в 1812 году
Медаль «Отступление французской армии» (по фр. Retraite de l'armee или Отступление Великой армии) — медаль Французской империи, выбитая по указу императора Наполеона I Бонапарта.
Награждались солдаты и офицеры французской армии, оставшиеся в живых, после выхода из пределов Российской империи. Медаль является последней в серии французских медалей на события 1812 года. Судя по содержанию медали, французы отступали и проиграли войну благодаря стихиям, что подтверждается обратной стороной медали.

## Описание

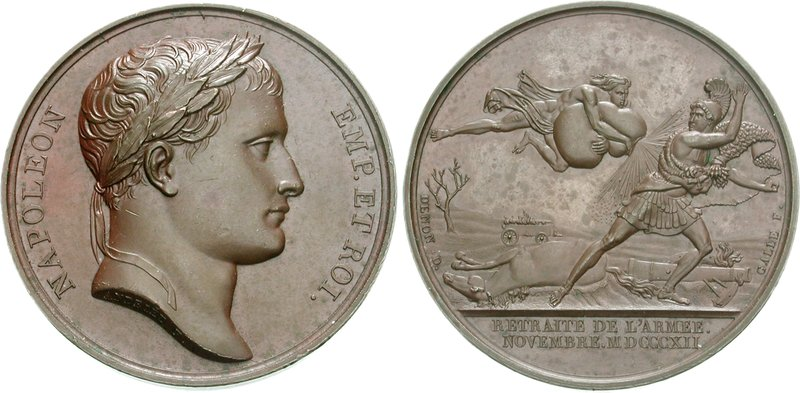
Медаль «Retraite de l'armee. November MDCCCXII»

Лицевая сторона: профильное, обращенное вправо, изображение императора Наполеона в лавровом венке. Слева надпись: NAPOLEON (Наполеон), слева надпись: EMP ET ROI (Наполеон император и король). Под изображением надпись: ANDRIEU. F (фамилия гравёра).
Оборотная сторона (имеется два описания): 
- изображено поле сражения, на котором видны: разбитая пушка, убитая лошадь, телега с разным имуществом и костёр. С поля боя убегает воин в рыцарском одеянии, которого богиня Победы обливает водой. Под обрезом надпись в две строки: RETRAITE DE L’ARMME. NOVEMBRE MDCCCXII (отступление армии в ноябре 1812 года). Слева надпись: DENON. D, справа надпись: GALLE. F (фамилия директора монетного двора). Диаметр медали 1,1/2 дюйма (41 мм).

- аллегорическое изображение французской армии в виде воина в античном одеянии, бегущего вправо. Сзади в воздухе летит бог ветров Эол, держа перед собой мешок с богом северного ветра — Бореем и выпуская этот ветер прямо на воина, не имеющего силу ему противостоять. Пустынный ландшафт дополняет эту картину, на фоне которой видны брошенные повозка и пушка, павшая лошадь. Вдали, влево, стоит дерево без листьев. Надписи на медали соответствуют первому описанию.